# اندرو جک

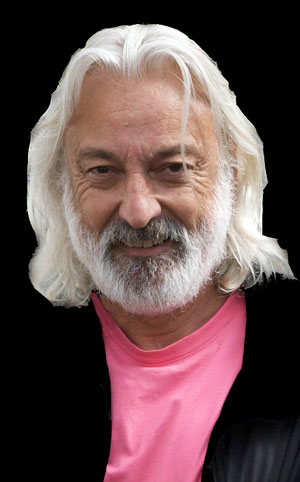
بازیگر اندرو جک

اندرو جک (انگلیسی: Andrew Jack; ۲۸ ژانویهٔ ۱۹۴۴ – ۳۱ مارس ۲۰۲۰) مربی و هنرپیشه اهل بریتانیا بود.
از فیلم‌ها یا برنامه‌های تلویزیونی که وی در آن نقش داشته‌است می‌توان به ارباب حلقه‌ها، جنگ ستارگان: نیرو برمی‌خیزد، جنگ ستارگان: آخرین جدای و سولو: داستانی از جنگ ستارگان اشاره کرد.
وی در ۳۱ مارس ۲۰۲۰ به دلیل ابتلا به کرونا درگذشت.